# ピクミンシリーズ
ピクミンシリーズは、任天堂が発売したコンピュータゲームシリーズ。公式でのゲームジャンルはAIアクションとなっている。本シリーズは、タイトルにもなっている生物であるピクミンの群れに指示を出して進行する内容であり、リアルタイムストラテジーやシミュレーションゲームの要素を持ち合わせている。

## 概要
本シリーズは危険な原生生物が多数生息する未開の星で、オリマーを始めとする主人公たちを操作して種類や能力の異なるピクミンを駆使し、敵や障害を突破して道を開き、ちょうどアリが獲物を運ぶようにパーツや生物の死骸、お宝、果実などを回収していくというのが基本プレイスタイルである。一匹一匹のピクミンは非常に弱い存在だが、数を殖やして大集団となり、主人公たちのようにブレインとなるリーダーが揃うと大きな力を発揮し、重い荷物を運び、脅威であった巨大な原生生物すら互角に渡りあい撃退するという特色がある。それに加え、ピクミンの個性や地形を活かした謎解きや、限られた時間や日数で効率よくピクミンの数を増やし物品を回収するといったパズル・ノルマ要素が特徴となる。また、弱肉強食の色濃い世界観および登場する生物に対する自然学的な解説など、現実世界における生態系の要素も再現されている。
ピクミン
オリマーの乗る宇宙船ドルフィン号が隕石に衝突し、未知の惑星に墜落した上、多くの宇宙船パーツを失ってしまう。そこで出会ったピクミンの力を借りて宇宙船のパーツを回収するため、惑星を探索、生命維持装置が働く30日以内に全て回収し切り、惑星からの脱出を目的とする。
ピクミン2
前作からの惑星脱出の後から始まる。ホコタテ運送の新入社員ルーイの大失態で、莫大な借金を抱え、倒産の危機に瀕している会社を救うため、オリマーはルーイを連れて再びあの惑星に逆戻りし、今度は借金返済にあてるためのお宝を回収して回ることが目的となる。借金の返済後も冒険は続き、全てのお宝を回収するのと、途中ではぐれたルーイを救出することが最終目的となる。今作では、十分な生命維持装置を準備してきているため、日数制限がなく、前作と比べると遥かに余裕を持って捜索できる。
ピクミン3
コッパイ星人のアルフ、ブリトニー、チャーリーの3人が主役である。コッパイ星人の気質と人口の急激な増加によって食糧難に陥った母星を救うため、『PNF-404』と名付けられたピクミンの星へ向かい、食糧となる果実を回収することが目的となるが、話を進めていくにつれて、過去作品の主人公オリマーの救出が最終目的となっていく。今作では再び日数制限が設けられ、果実を回収しないと食糧が無くなってしまい、捜索続行が不可能になる。また、全ての果実を回収した後は、食糧の補給ができなくなるため、食糧の数に余裕があれば、捜索を続行できるが、無くなってしまっている場合はその限りではない。しかし、作業内容で無駄を無くして上手く立ち回れば、『2』ほどではないが日にちに余裕が生まれるため、『1』と比べると比較的余裕が持てる。果実を全て回収しきると、最大で99日まで日数を引き伸ばせる。
ピクミン4
カルタ星人の新米レスキュー隊員と新米救助犬のオッチンが主人公となる。
とある惑星で遭難してしまったオリマーを救出しようとして二重遭難してしまったレスキュー隊員たち、さらには様々な理由でその惑星に来た遭難者たちを救出することが目的となる。遭難者の救助と並行してお宝を回収しながら宇宙船シェパード号の動力となるキラキラエネルギーを集めることと、終盤でとある症状を発症したオッチンを治療することが最終目的となる。今作では『2』と同様に日数制限はなくなっているが、とあるモードでは15日の日数制限が設けられている。
Hey! ピクミン
オリマーの乗るドルフィン2号機が隕石に衝突、ピクミンたちが生息する惑星に墜落する。再びロケットを動かすためには原動力である「キラキラエネルギー」が30,000キラ必要とのことで、キラキラエネルギーの詰まった木の実や様々なお宝を集めながら惑星からの脱出を目的とする。なお、今作は日数の概念が存在せず、日数制限もない。また、作中のドルフィン2号機の発言から、少なくとも初代『ピクミン』よりも後の物語であることや歴代シリーズの惑星とは別の星が舞台であることが分かる。

## 作品
| 2001 | ピクミン              |
| 2002 |                       |
| 2003 |                       |
| 2004 | ピクミン2             |
| 2005 |                       |
| 2006 |                       |
| 2007 |                       |
| 2008 | Wiiであそぶ ピクミン  |
| 2009 | Wiiであそぶ ピクミン2 |
| 2010 |                       |
| 2011 |                       |
| 2012 |                       |
| 2013 | ピクミン3             |
| 2014 |                       |
| 2015 |                       |
| 2016 |                       |
| 2017 | Hey! ピクミン         |
| 2018 |                       |
| 2019 |                       |
| 2020 | ピクミン3 デラックス  |
| 2021 | Pikmin Bloom          |
| 2022 |                       |
| 2023 | Pikmin 1＋2           |
| 2023 | ピクミン4             |
| 2023 | みつけてピクミン      |

| 作品名    | 発売日         | 機種                        | 売上本数 | 売上本数 | 備考 |
| --------- | -------------- | --------------------------- | -------- | -------- | --- |
| ピクミン  | 2001年10月26日 | ニンテンドー ゲームキューブ | 56万本   | 160万本  | シリーズ第1作目。 |
| ピクミン2 | 2004年4月29日  | ニンテンドー ゲームキューブ | 56万本   | 112万本  | シリーズ第2作目。前作に登場した主人公に加え、新キャラクターが登場し、新たなピクミンが2種類登場した。                                             |
| ピクミン3 | 2013年7月13日  | Wii U                       | 29万本   | 128万本  | シリーズ第3作目。主人公が一新されているが、前2作に登場した旧主人公も登場する。ピクミンも前作までの5種類に加え、さらに2種類のピクミンが登場した。 |
| ピクミン4 | 2023年7月21日  | Nintendo Switch             | 187万本  | 348万本  | シリーズ第4作目。新たなピクミンが2種類登場した。 国内売上100万本以上を記録し、シリーズ初のミリオンセラーとなる。                                 |

### 移植・リメイク作品
Wii向けタイトルについては、どちらもWiiであそぶセレクションとしての発売。
| 作品名                | 発売日                          | 機種            | 売上本数 | 売上本数 | 備考 |
| --------------------- | ------------------------------- | --------------- | -------- | -------- | --- |
| Wiiであそぶ ピクミン  | 2008年12月25日                  | Wii             |          |          | 『ピクミン』の移植版。 |
| Wiiであそぶ ピクミン2 | 2009年3月12日                   | Wii             | 23万本   |          | 『ピクミン2』の移植版。 |
| ピクミン3 デラックス  | 2020年10月30日                  | Nintendo Switch | 86万本   | 240万本  | 『ピクミン3』に新要素を追加した移植版。 |
| Pikmin 1＋2           | 2023年6月22日（ダウンロード版） | Nintendo Switch |          |          | 『ピクミン1』『ピクミン2』をHD化した移植版。ダウンロード版は1と2をそれぞれ別で購入することも、セットで購入することも可能。セットのパッケージ版は9月22日発売。 |
| Pikmin 1＋2           | 2023年9月22日（パッケージ版）   | Nintendo Switch |          |          | 『ピクミン1』『ピクミン2』をHD化した移植版。ダウンロード版は1と2をそれぞれ別で購入することも、セットで購入することも可能。セットのパッケージ版は9月22日発売。 |

### スピンオフ作品
| 作品名           | 発売日            | 機種                                    | 備考 |
| ---------------- | ----------------- | --------------------------------------- | --- |
| Hey! ピクミン    | 2017年7月13日     | ニンテンドー3DS                         | シリーズ初の横スクロールアクション。 |
| Pikmin Bloom     | 2021年11月1日配信 | iOS（App Store）/Android（Google Play） | 赤ピクミンから岩ピクミンまでの多様なピクミンが登場する、スマートデバイス向けアプリ。任天堂とNianticの共同開発による「歩くことを楽しくする」アプリ。 |
| みつけてピクミン | 2023年9月1日配信  | iOS/Android（ブラウザゲーム）           | スマートフォンのブラウザ向けARゲーム。 |

### 外部出演
大乱闘スマッシュブラザーズシリーズ
シリーズ3作目『大乱闘スマッシュブラザーズX』（Wii）以降、プレイアブルキャラクターである「ピクミン＆オリマー」として登場している。またシリーズ4作目『大乱闘スマッシュブラザーズ for Nintendo 3DS / Wii U』以降は上記カラーバリエーションとして『ピクミン3』から「ピクミン＆アルフ」も登場している。
Nintendo Land
Wii U用ソフト。2012年12月8日発売。本シリーズをモチーフにしたゲーム『ピクミンアドベンチャー』が収録されている。

## 世界観
ホコタテ星
主人公オリマーたちの暮らす惑星。
ゲーム中の舞台となるのは下記の「未開の星」であるため、詳細はほとんど登場しておらず、どのような環境であるかなどは不明である。
外見は『2』にて初登場し、土星のようなガス惑星で、輪が2つかかっている。環境に至っては、ホコタテ運送の周りはかなり荒涼とした雰囲気となっていた。
ここに住むホコタテ星人は、身長は約3cmという超小型種族で、未開の星においては石ころ程度の大きさしかない。文明はかなり高度なようで、ワープ航行が可能な宇宙船や人工頭脳などが開発され、オリマーのような一般人にまで広がっている。その他、ホコタテ星人の特徴や嗜好などに関してはGC版『ピクミン2』公式ホームページに詳しく記載されている。
ホコタテ星の生命体の呼吸は嫌気呼吸であり、酸素は猛毒となっており多量に存在する場所では生存不能である。そのため、未開の星での活動では生命維持装置が必須となる。
コッパイ星とは近隣にあり、ブリトニーの弁によればホコタテ星人は野菜を主食としているらしい。また、お宝好きとのこと。ホコタテ星人は、目が一の字型になっているのも特徴（驚いたり感情の抑揚が大きかったりした時などは目を見開いた形になる）。
ホコタテ星という名称は、任天堂の本社所在地である京都府京都市の「鉾立町」から。
コッパイ星
『3』の主人公たちが暮らす惑星。ホコタテ星の近くに位置しており、後述の食糧難の際にホコタテ星産の野菜を輸入する等、ある程度の外交関係を結んでいる模様。(因みにこの試みは野菜がコッパイ星人の口に合わず失敗に終わっている)
第五次ベビーブームによる人口爆発と住民たちの無計画さ、そして好き嫌いが激しく我慢嫌いな気質により食料難に陥っており、アルフたちはそれを解消すべく、ピクミンの星で食料となる果実を集めることになる。コッパイ星人たちもホコタテ星人同様微小種族である。ホコタテ星人の目が一の字型なのに対し、こちらの種族は普通の目である。
大気にはPNF-404の3分の1の量の酸素が含まれており、重力はPNF-404の10倍。
未開の星（ピクミンたちの星） / PNF-404
実際にゲームの舞台となる謎の惑星。ホコタテ星およびコッパイ星から27万9千光年離れた場所にある。場面や作品ごとに呼び方が異なり、ホコタテ星人側は特別な名称で呼んでおらず、『大乱闘スマッシュブラザーズX』では「とある星」という名称になっており、コッパイ星人の命名は「PNF-404」となっている。
自然豊かで生息する生物は非常に多種多彩であるが、半動半植物のピクミンを含めて通常進化では発生すると考えがたい奇怪な構造・生態を持つ生物や、分解者などにも属しそうにない生態系ニッチの不明な生物など、明らかに異質異様な生物がその大半である。大気に酸素が多量に含まれている環境のため、好気呼吸を行っている。
明らかな文明の痕跡、それもホコタテ星人より遥かに巨大な種族だったと分かるものが発見されている（特に『2』ではお宝や地下洞窟の構造などに顕著に出ている）が、その文明が現在も未発見地域に存在するのか、すでに滅亡してしまったのかは明らかとなっていない。
『Hey! ピクミン』の舞台となっている惑星も同様の性質を備えているが、作中でドルフィン2号機が「この星のピクミンも〜」などの発言をしていることから別の惑星である可能性が高い。しかし、なぜ異なる惑星に同じ生物が生息しているのかなど、不可解な点も多い。
他にも、ピクミン2のオタカラに人間が使っていたものや頭蓋骨のようなものもあり、マンホール、横断歩道、「止まれ」の路面標識など人間、または巨大な生物が生活していた痕跡がある。このことからこの惑星のモデルは人類が絶滅した地球ではという説がある。これには他にも根拠があり初代ピクミンの宇宙船パーツの一つ、ガイガーカウンター、すなわち放射能測定機がこの星では針が最大で止まったり、常に危険警告と思われる音が四六時中鳴り続けていたりすることから放射能に汚染された地球という説がある。それを紐づけるのがピクミン2の洞窟、「百戦錬磨の穴」のラスボスとして登場するゾウノアシという原生生物である。詳細はピクミンの原生生物一覧を参考のことだが、このボスの元ネタはチェルノブイリ原子力発電所事故で生成された核燃料の塊「象の足」が元ネタであるとする説がある。
現在の最新作ピクミン4では人間の生活の跡が露骨に出ている。例えば「ひだまりの庭」の風景は家の庭園（遠くに後述の「一番星のかくれ家」の家がある）、「花ふぶきの楽園」の風景は幼稚園、または保育園の遊び場（背景には幼稚園らしき建物がある）、「とこなぎの浜辺」の拠点の一つの天守閣は砂でできたお城、となっている。特に「一番星のかくれ家」は家のリビング、キッチン、ダイニングの室内ステージでソファや本、テレビやランプにコンロ、冷蔵庫やカバン、猫草などなどが置いてあり、明らかに人間の家がモチーフとなっている。

## キャラクター

### メインキャラクター
キャプテン・オリマー
声：戸高一生
『ピクミン』『Hey! ピクミン』の主人公、『ピクミン2』の基本主人公であるホコタテ星人の男性。通称オリマー。ホコタテ運送のベテラン社員で、宇宙航海士としての経験も長い。家族には、妻と子供2人の3人がいて、チャッピーという名前のペットがいる。ピクミンの星にて隕石に衝突され、愛機ドルフィン号と共に不時着したのを機に様々なトラブルに見舞われ、その都度切り抜けてきた。
『ピクミン3』でもルーイと共にピクミンの星に来て、お宝捜索に奔走する中で原生生物に捕まり、最終的にはアルフたちに助けられた。また、作中のステージ上にヒントにもなる航海日誌のデータをいくつか残している。
ルーイ
声：戸高一生
『ピクミン2』の主人公の一人であるホコタテ星人の若い男性で『ピクミン2』から初登場。ホコタテ運送の新入社員。少し無口でたまに何を考えているかオリマーも分からなくなる。虫によく懐かれる。食欲旺盛で、野菜、果物、肉類などありとあらゆるものを食べる。
借金返済すると彼は行方不明になり、原生生物に捕まるが、後にオリマーや社長に救出された。
『ピクミン3』でもオリマーと共に再び星に訪れてお宝回収に勤しんでいたが、オリマーが原生生物に捕まったことで救難信号を発信、傍受したアルフたちに救助される。その道中、アルフたちの食料を奪って逃走するなどトラブルを起こすものの、最終的に再び捕縛された後、オリマーの居場所をアルフたちに伝え、間接的ではあるが、オリマーの窮地を救った。
社長
声：戸高一生
ホコタテ運送の社長であるホコタテ星人の壮年男性。『ピクミン2』で初登場。本名は「ル・チャチョー」。お金に目が無く、社員の扱いが荒い。
借金返済すると行方不明になったルーイの代わりに彼がピクミンの星に行くこととなり、事実上の『ピクミン2』の主人公の一人となる。
『ピクミン3』では直接的に登場はしないが、オリマーの日誌の中でその存在が触れられており、オリマーたちをこき使う傍ら自らはバカンスに悠々自適に出掛けるなど、相変わらずの様子であることが窺える動向が明かされている。
アルフ
声：若井淑
『ピクミン3』の主人公の一人であるコッパイ星人の青年。3人が乗ってきた宇宙船「ドレイク号」の若きエンジニア。明るく前向きで仕事熱心。経緯は不明だが、チャーリーを尊敬している。ゲーム開始の際は最初は必ず彼がリーダーに設定されている。宇宙服の色は水色。
ブリトニー
声：朝日温子
『ピクミン3』の主人公の一人であるコッパイ星人の女性。コッパイ星を代表する植物学者。しっかり者で気が強い。ルーイほどではないが、実は食いしん坊。チャーリーに対して、ぞんざいな扱いをすることが多い。シリーズでは、初の女性主人公となる。宇宙服の色はピンク色。
チャーリー
声：長嶝高士
『ピクミン3』の主人公の一人であるコッパイ星人の壮年男性。ドレイク号のキャプテンとして3人の調査団をまとめている。ブリトニーに対して想いを寄せているが、当の本人には全く相手にされていない。昔はレンジャーとして活躍しており、数々の勲章と功績を上げた。無類のアヒル好き。
なお、アルフ、ブリトニー、チャーリーの3人の名前は、軍隊などでのアルファベットの数え方「アルファ、ブラボー、チャーリー」が元ネタでドレイク号と合わせると「デルタ」もつく。宇宙服の色は緑色。
カルタ星人
『ピクミン4』の主人公。外見と名前はプレイヤーによって決められる。シェパードが率いるレスキュー隊の新人隊員で、オリマーの救助に向かって遭難したレスキュー隊の救助に向かうべく、惑星PNF-404に降り立つ。
オッチン
『ピクミン4』のもう一人の主人公である宇宙犬。シェパード家に代々仕えている宇宙犬の子孫であり、初ミッションとしてレスキュー隊とともにオリマーの捜索に向かう。気を許した相棒の指示には忠実に従う。

### ピクミン
※声は岩ピクミンや羽ピクミン以外、全て若井淑が演じている。
赤ピクミン
能力：炎に耐性がある、攻撃力が高い、火種を扱える（『4』）
特徴：鼻がある
黄ピクミン
能力：高く投げられる、バクダン岩を扱える（『1』）、電気に耐性がある（『2』以降）、穴掘りが早い（『3』）
特徴：大きな耳がある
青ピクミン
能力：水に耐性がある、（フリー時のみ）おぼれた仲間を助ける（『1』『2』）
短所：敵が優先して食べにくる(『2』)
特徴：口のようにも見えるエラがある
紫ピクミン
『2』から登場
能力：力が強い（他のピクミンの10倍）、体重が重い（他のピクミンの10倍）、赤ピクミンよりも攻撃力が高い（『2』のみ)（『3』からは赤ピクミンと同じ）、敵を麻痺させることもある(『2』)、フーセンドックリの吹き飛ばしを無効化できる、特定の生物が放つ匂いにも他のピクミンが混乱する中で唯一動じない、投げた時に多少のホーミングをする(『2』)、他のピクミンでは倒せないアメボウズに対抗できる
短所：足が全ピクミン中、最も遅い。火や水などの全てのギミックに耐性がない。
特徴：頭から6本の毛が生えている、太っている
白ピクミン
『2』から登場
能力：毒に耐性がある、体内に毒を持っている、足が速い、地中に埋もれているお宝を発見できる(『2』)、物を運ぶ速度が速い
短所：攻撃力が低い
特徴：目が赤く光っている、他のピクミンよりも一回り体が小さい
岩ピクミン
声：長嶝高士
『3』から登場
能力：体が硬く、他のピクミンでは壊せない水晶やガラスの障害物を壊せる、土の上での押し潰しや突き刺しを無効化できる、直接投げた時のほうが攻撃力が高い
特徴：丸くてゴツゴツしており岩に似ており、硬い体を有している
短所：敵の身体に張り付かせられない(でもケダマグモなどの足は登れる)、ゲキカラスプレーで弱体化してしまう。
羽ピクミン
声：朝日温子
『3』から登場
能力：空を飛べる
特徴：体がピンク色、目が青い、背中に羽が生えている、腹部に縞模様がある、『2』時点で最小だった白ピクミンよりも体が小さい、敵の弱点にホーミングする。
短所：攻撃力が全ピクミンの中で最も低く、敵を倒すのに時間が掛かる。フリー状態の際、他のピクミンの運搬する獲物を横取りすることがある。
氷ピクミン
『4』から登場
能力：冷気に耐性がある、攻撃や食べられることで敵を凍らせたり、水面を凍らせることができる
特徴：水色の氷のような見た目で、冷たい体を有している
短所：攻撃力が低い、火には特に弱く、燃えてから死ぬまでの時間が短い。
ヒカリピクミン
『4』から登場
能力：火・水・電気・毒・冷気すべてに耐性がある、集合して「フラッシュバースト」を繰り出せる
特徴：夜の探索だけに登場する特殊なピクミン。黄緑色に光る色で、幽霊のような見た目。母体はオニヨンではなく、ヒカリヅカとなっている。フリー状態になると自動的に隊列に戻る。
短所：夜と洞窟限定、単独行動が不可能になる。

### ピクミンの亜種
キノコピクミン
『1』のみ登場。ボケナメコの胞子の影響で敵になったピクミン。
能力:何も無く、オリマーや他の胞子を浴びていないピクミンに攻撃を加える。攻撃しすぎると死んでしまうが、稀に元に戻る。死なせることなく元に戻したい場合はわざとオリマーに攻撃させ、振り払うことで元に戻る。
特徴：赤紫色で、目つきが悪く、本来葉っぱや花の部分がキノコの傘になっている
コッパチャッピー、ハチャッピー
『2』のみ登場。ハチャッピーが連れている。最大10匹連れている。チャッピーにヤドリピクミンが寄生した形。地下洞窟にのみ登場し、地上に連れて帰ることはできない。
能力:生物の死骸やお宝を運べる。赤（炎）、青（水）、黄（電気）、白（毒）それぞれの耐性を持つ
特徴:普通のコチャッピーの3分の1サイズで、背から葉っぱが生えている。ポンガシグサに入れると、ポンガシグサと同じ色のピクミンが出てくる。他の原生生物に捕食されるなどの要因で死亡した場合、他のピクミンと同様に死亡ピクミンにカウントされる。
また、以上2種のほか、ポンガシグサがピクミンの亜種である可能性があるとされているが詳しくは不明である（『1』のエンディングより）。

### 原生生物
ピクミンの星には、ピクミンを捕食したり、襲ってきたりする原生生物がたくさんいる。多くの生物には「通称」「和名」および属する「科」が設定されており、『1』のエンディングや『2』、『Hey!』の生物図鑑で各生物の生態に関する詳細な説明が見られる。ここではその一例を挙げる。
イヌムシ科
ピクミンシリーズの代表的な敵。テントウムシのような生物で、カタツムリのように飛び出した目を持ち足が2本ある。ほとんどの生物の通称に「チャッピー」、和名に「デメマダラ」とつく。「チャッピー」というのは、元々はオリマーのペットの名前で、それに似ているため「チャッピー」と名付けられた。
パンモドキ科
この科の生物には、他の生物に擬態するものや自分の巣を持つものなど、同じパンモドキ科でも多種多様の生物がいる。イヌムシ科の生物に擬態しているものは、大きさ以外はイヌムシ科と変わらない生物がいる。
ピクミン科
前述のピクミンの科でもあるほか、ピクミンに寄生（共生という説もある）された生物のことも指す。寄生された生物は背中に葉がついている。
ブタドックリ科
ブタドックリ科の生物は外見がとっくりに似ており、長い鼻を持ち、種類によって違うが鼻からいろいろなものを吐き出す。
？科
詳しい生態がよくわかっていない生物にはこの科が付けられる。全体的に奇妙な見た目をしたものが多い。

### ホコタテ星関連
ドルフィン初号機（ドルフィンしょごうき）
声：戸高一生
『ピクミン2』から登場するキャラクターで『ピクミン2』の主要人物の一機。オリマーたちが乗り込む宇宙船。社長の愛機。人工知能を搭載しているため会話ができ、感情も持ちあわせている。
冒険の手助けをしてくれるが、少々口うるさい。虫が苦手で普段は平仮名でしゃべるが虫や機械にはできない感情、味覚などの感覚的なことになると片仮名でしゃべる。
外見はかなり古ぼけ赤と白の色をした二人乗りだと見て分かるようなロケット。なお、『ピクミン2』でオリマーがピクミンの星から子供の土産に拾ってきた瓶の蓋を見た時は「お宝！お宝！カネ！カネ！」と言い、お宝と金に目が無い様子を見せた。その一方で、ゲーム本編のみで借金返済後は社長に金ピカにコーティングされ、これについて、作中で「悪趣味な金ピカになってしまえ」と発言している。
これに乗ったルーイが初仕事で高級食材ゴールデンピクピクニンジンを一人で自ら食べてしまう。
『ピクミン3』ではヌマアラシの攻撃を受け大破してしまっている。『ピクミン2』で借金返済後に社長に金ピカにコーティングされたが、『ピクミン3』では元の機体の色に戻っていた。そして『ピクミン3 デラックス』でドルフィン初号機をピクミンの星に置いてきたことが判明し、それを知った社長が激怒してオリマーとルーイをピクミンの星に戻らせ、ドルフィン初号機のパーツを全て回収して修復したことで復活した。
ドルフィン2号機（ドルフィンにごうき）
『Hey! ピクミン』においてオリマーが乗り込む宇宙船で、初号機同様に人工知能を搭載しており会話が可能である。
赤と白のボディに、青い頭頂部を持つロケットである。

## アニメ
4Gamer.netによる『ピクミン3』のインタビューにて、シリーズプロデューサーの宮本茂がアニメ化を発表。「ゲームだけでは見せられない部分を形にしていく」「ピクミンそのものに愛着を持ってもらいたい」という目的の下、実験的に制作を進めていた。
タイトルは『ピクミン ショートムービー』。2014年10月に第27回東京国際映画祭の特別上映作品として3D上映された。
「真夜中のジュース」、「ビンの中のお宝」、「たいへんな一日」の3話構成の短編で、全23分。
同年11月6日よりニンテンドー3DSとWii Uにて、ダウンロードソフトとして配信を開始した。3DS版は3D映像で、Wii U版はHD画質での配信となる。
2020年10月8日（木）10時をもって配信を終了。同日、Wii U配信のHD版がYouTubeで無料公開された。

### スタッフ
- 監督 - 松瀬勝[8]
- エグゼクティブプロデューサー - 宮本茂[8]
- プロデューサー - 小林信一、広川ひろし[8]

## CMソング
CMソングは主にストロベリー・フラワーが手掛けている。
- 「愛のうた」 - 『ピクミン』CMソング
- 「愛のうた フランス語CMヴァージョン」 - 『ピクミン』CMソング（フランス語版）
- 「種のうた」 - 『ピクミン2』CMソング
- 「Hey! ピクミンのうた」 - 『Hey! ピクミン』CMソング